# Gomphichis cundinamarcae
Gomphichis cundinamarcae är en orkidéart som beskrevs av Jany Renz. Gomphichis cundinamarcae ingår i släktet Gomphichis och familjen orkidéer.
Artens utbredningsområde är Colombia. Inga underarter finns listade i Catalogue of Life.